# 烏爾沙克河
烏爾沙克河是俄羅斯的河流，由巴什科爾托斯坦共和國負責管轄，屬於別拉亞河的左支流，河道全長193公里，流域面積約4,230平方公里，河水主要來自融雪，每年十一月至翌年五月結冰。